# Polyscytalum fecundissimum
Polyscytalum fecundissimum är en svampart som beskrevs av Riess 1853. Polyscytalum fecundissimum ingår i släktet Polyscytalum, divisionen sporsäcksvampar och riket svampar.   Inga underarter finns listade i Catalogue of Life.